# 王上源
王 上源（漢音読み：おう じょうげん、拼音：Wáng Shàngyuán、Wang Shangyuan、1993年6月2日 - ）は、中華人民共和国・河南省鄭州市出身のサッカー選手。中国サッカー・スーパーリーグ・河南建業足球倶楽部所属。ポジションはディフェンダー、ミッドフィールダー。

## 経歴
北京三高でプレー、欧州移籍を希望しマンチェスター・シティでのトライアルを経験。

### クラブ・ブルッヘ
2013年夏に、ベルギーリーグのクラブ・ブルッヘに加入。
2013/2014シーズン開幕戦、シャルルロワ戦に先発出場し開幕ゴールを決めた。しかしその後監督交代により出番が減少した。

### 広州恒大
2015年2月27日、クラブ・ブルッヘから広州恒大に完全移籍した。

### 河南
2018年6月末、河南建業へレンタル移籍。19年から完全移籍。21年からはチームのキャプテンを務めている。

### 代表
2019年末、EAFF E-1選手権で中国代表デビューを果たした。
2023年11月16日、ワールドカップ予選・タイ戦(〇2-1)で代表初得点を決めた。

## 所属クラブ
ユース経歴
- 鄭州鄭上路小學校
- 火車頭
- 2006年 - 2011年  北京三高

プロ経歴
- 2012年  北京三高
- 2013年 - 2015年  クラブ・ブルッヘ
- 2015年 - 2018年  広州恒大淘宝足球倶楽部
  - 2018年  河南建業足球倶楽部 (loan)
- 2019年 -  河南建業足球倶楽部

## タイトル

### クラブ
広州恒大
- AFCチャンピオンズリーグ：1回 (2015)
- 中国サッカー・超級リーグ：3回 (2015, 2016, 2017)
- 中国FAカップ：1回 (2016)
- 中国サッカー・スーパーカップ：3回 (2016, 2017, 2018)